# Hagenau (Mengkofen)
Hagenau ist ein Kirchdorf und ein Gemeindeteil in der Gemarkung Mühlhausen der Gemeinde Mengkofen im niederbayerischen Landkreis Dingolfing-Landau in Bayern.

## Lage und Ortsbild
Der Ort grenzt im Westen an Ginhart, im Süden an Birket, im Norden an Pramersbuch und im Osten an Süßkofen.
Das Ortsbild wird bestimmt vom Turm der katholischen Filialkirche St. Leonhard.

## Geschichte
Nach der statistischen Aufstellung von Joseph von Hazzi über das Herzogthum Baiern von 1808 gehörte das Dorf mit 19 Häusern und ebenso vielen Herdstellen zur Obmannschaft Rimbach im Amt Lengthall.
Hagenau gehörte ursprünglich zur Gemeinde Süßkofen, das am 1. Mai 1978 nach Mengkofen eingemeindet wurde. Kirchlich gehörte es zunächst zur Pfarrei Steinbach. Aktuell ist es eine Expositur der Pfarrei Hofdorf.
Nach der letzten Volkszählung am 25. Mai 1987 hatte das Dorf 89 Einwohner in 25 Gebäuden mit Wohnraum bzw. 26 Wohnungen.